# Камышинский арбузный фестиваль
Камышинский арбузный фестиваль — ежегодное зрелищное мероприятие, проводимое в городе Камышин Волгоградской области в День рождения города (конец августа — начало сентября) и посвящённое арбузу.
Впервые  Камышинский арбузный фестиваль был проведен в 2007 году.  В 2010 году был отменен в связи с трагическими последствиями природных пожаров в Волгоградской области. Проводится в последние выходные августа. XII Камышинский Арбузный фестиваль запланирован на 24-25 августа 2019 года. Но если быть точными первые праздничные ярмарки по продаже арбузов в Камышине начались еще в 60-годах прошлого века.
В 2014 году Камышинский арбузный фестиваль был проведен в седьмой раз. Ведущая рубрики «Острый репортаж» Алла Михеева из передачи «Вечерний Ургант» стала гостьей этого мероприятия, 12 сентября 2014 года передача вышла в эфир.
В 2018 году почетными гостями Фестиваля стала съемочная группа и артисты программы Первого канала «Играй, гармонь» В эфир вышло два выпуска, посвященные городу Камышин и проводимому Фестивалю.

## Девиз, организация и участники
Девиз Камышинского арбузного фестиваля меняется каждый год, определяя тематику главного фестивального действа — Арбузный парад. Это театрализованное шествие, в котором принимают участие предприятия города, учебные заведения, ТОСы и все желающие камышане и гости города. Программа фестиваля также включает: выставку-продажу арбузов, театрализованную встречу Петра Великого, выставку-продажу сувениров и произведений декоративно-прикладного искусства на «арбузную» тематику и многое другое. К примеру в 2014 году: «Арбузное цветение — летнее настроение». В 2011 году мероприятие прошло под девизом «Волга — матушка, Арбуз — батюшка». Все темы по годам доступны на официальном сайте фестиваля  Также для камышан и гостей города запланированы различные конкурсы: «Арбузное дефиле», «Мама, папа, я — арбузная семья», «Конкурс декоративно-прикладного творчества», «Летающие дольки», «Арбузное мочилово», «Арбузная обжорка» и другие.
В Камышинском арбузном фестивале регулярно принимают участие множество туристов. По разным оценкам Фестиваль посещают от 20 до 30 тысяч человек. Гости приезжают из Волгограда, Саратова, Москвы, Астрахани, Краснодара, Дагестана, а также стран ближнего и дальнего зарубежья (Украина, Казахстан, Германия, Франция, Голландия). Почётным гостем фестиваля стал глава администрации Волгоградской области Анатолий Григорьевич Бровко с семьёй. Арбузный праздник регулярно посещает губернатор Волгоградской области, почетные гости из других городов, сын знаменитого уроженца г. Камышина А. П. Маресьева Виктор Алексеевич.
В карнавальном шествии — Арбузном параде — проходят 4 тысячи человек. Более 20 предприятий выставляют свои парадные колонны, более 60 тонн арбузов завозится на площадь для проведения фестиваля.
Рекордсменом Фестиваля является арбуз весом 21,7 кг, получивший первый приз в 2014 году.

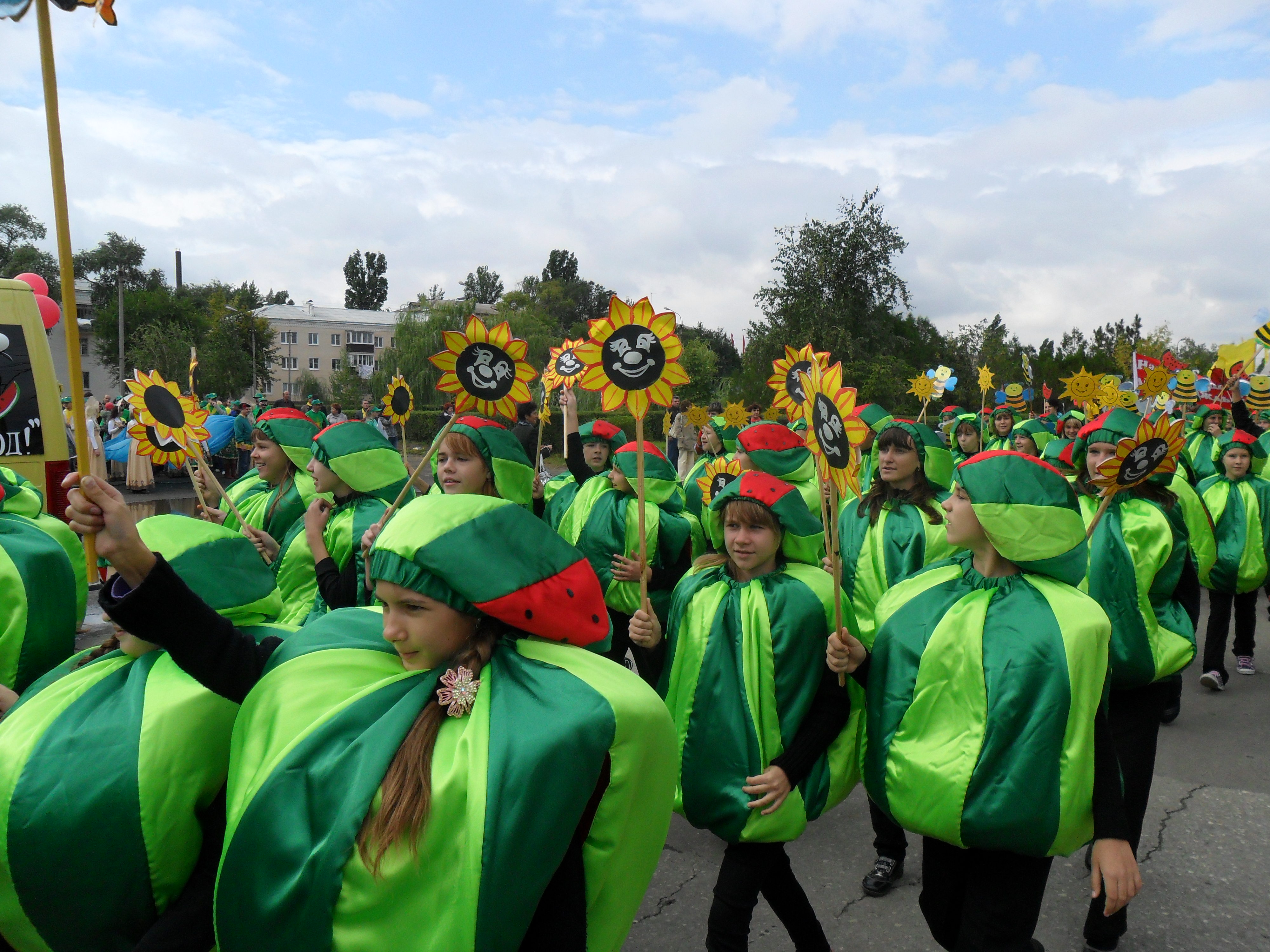
Арбузный парад
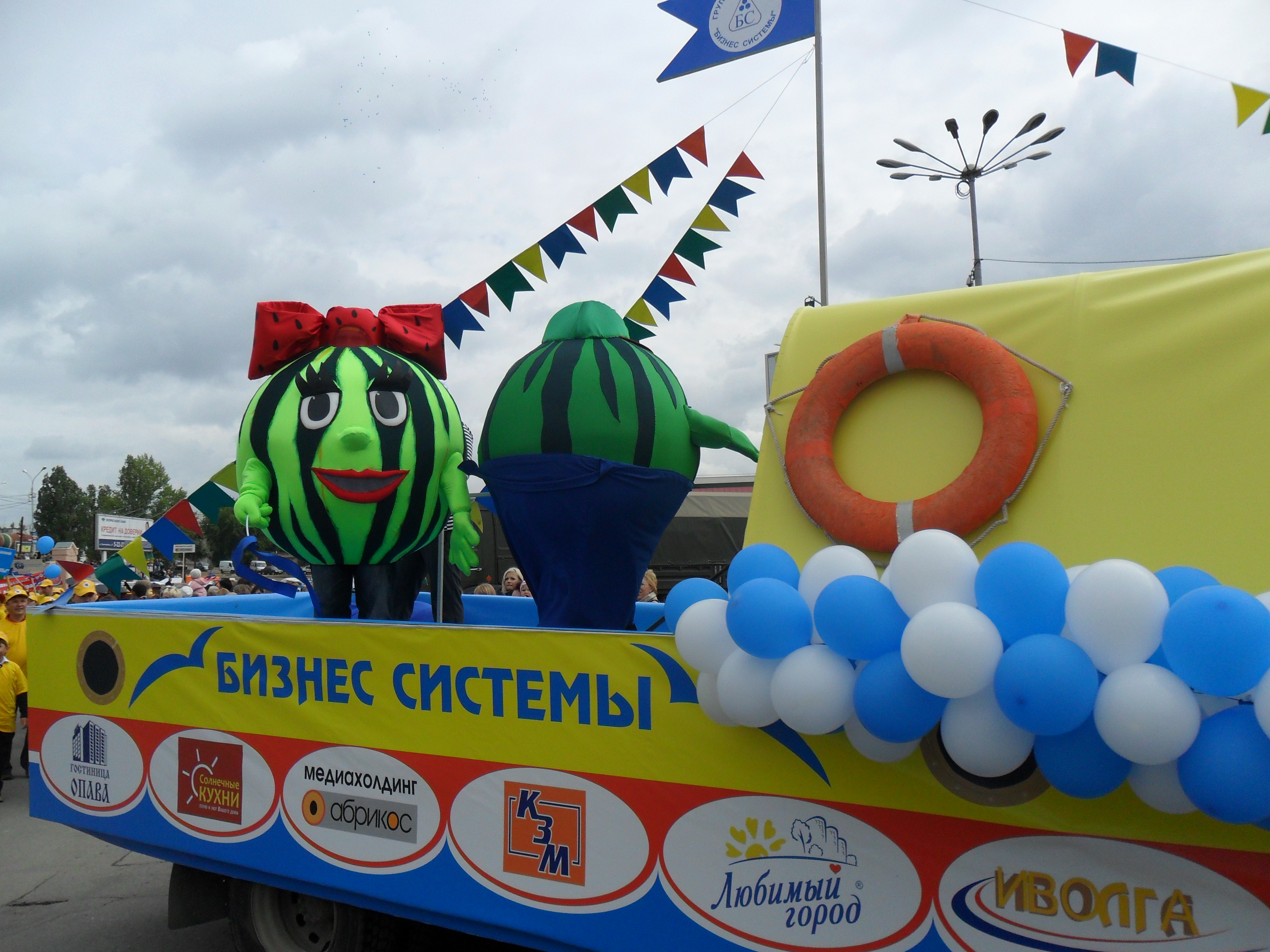
Оформление автомашины
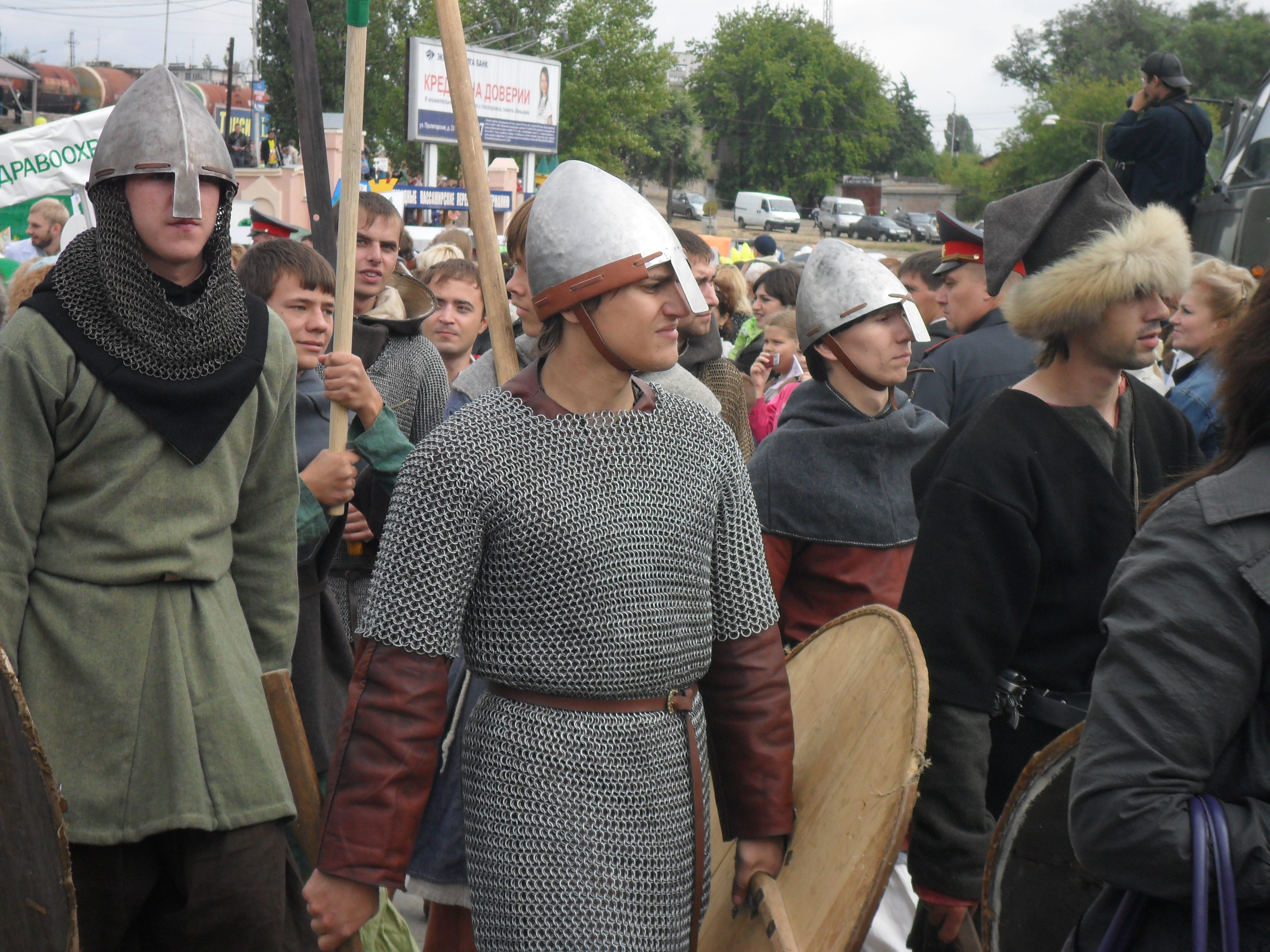
Военно-патриотический клуб "Гардарика"
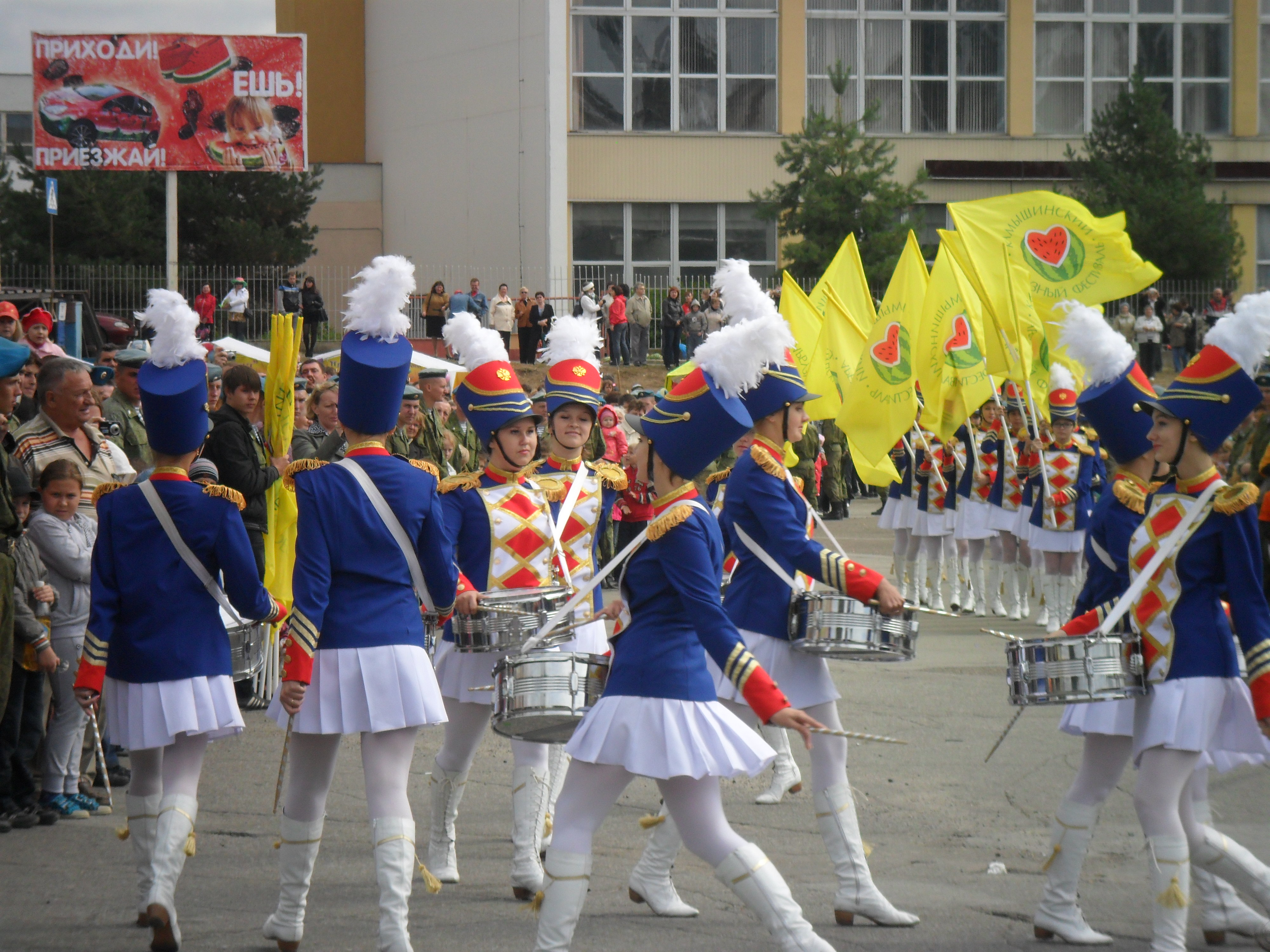
Выступление барабанщиц
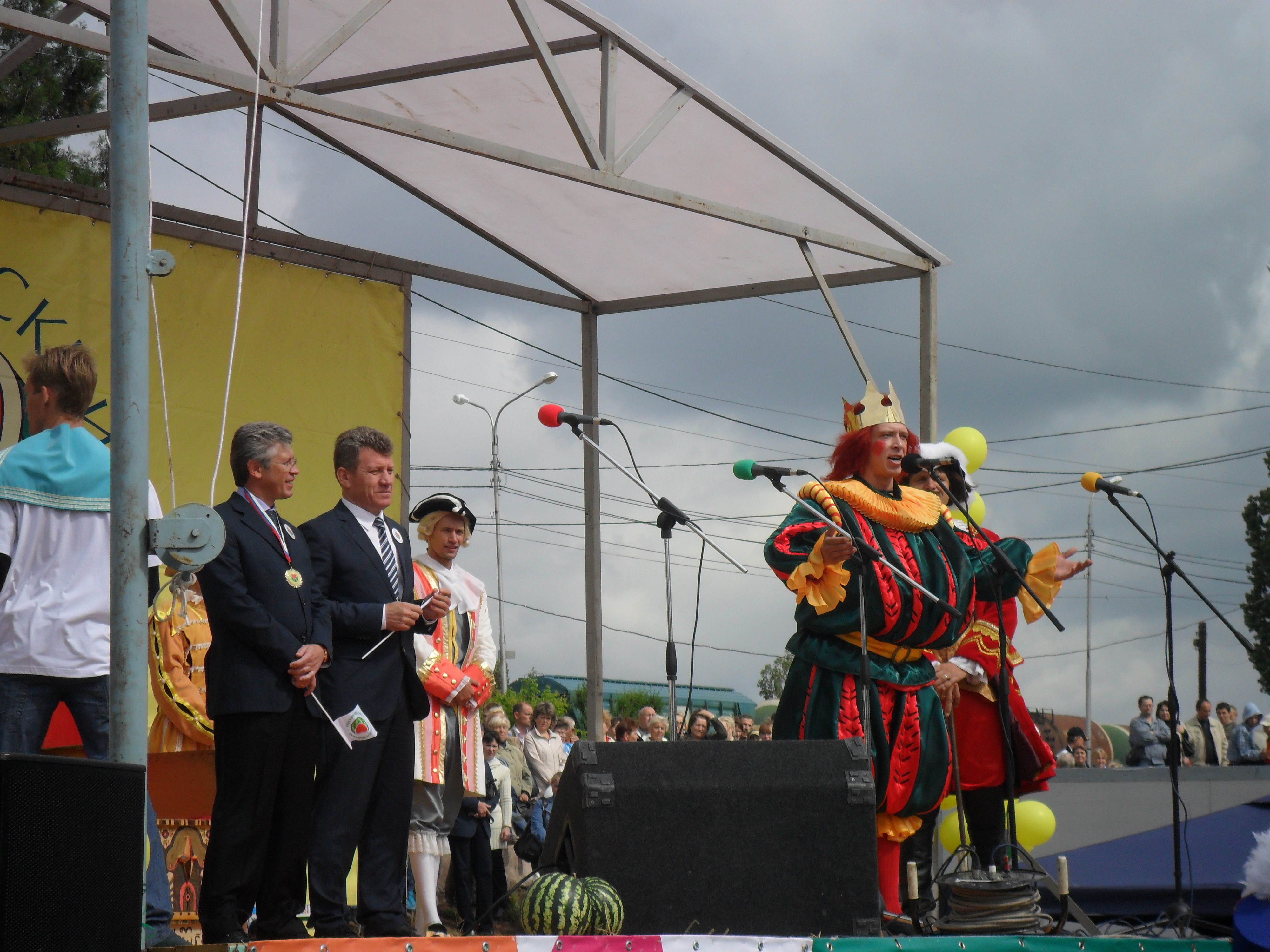
Царь Арбузик Полосатый приветствует подданных

## Историческая подоплёка
В 1722 году город посетил император Пётр I. В походном журнале императора записано:

«По утру на рассвете прибыли к Камышинкам, где с города стреляли из 15-ти, им ответствовали из 3-х пушек, где Его Величество изволил осмотреть город и тут быв часа с два, пошли в путь…»

Согласно легенде, бытующей в этих краях, Пётр I попробовал местный арбуз и, воскликнув: «Зело отменный плод!», — повелел отлить копию в натуральную величину. Исследователь Леопольдов А. Ф. в «Исторических очерках» 1848 года записал следующее:

«В 1722 году здешние города, стоящие при Волге, обрадованы были посещением Петра Великого во время шествия его по Волге в Персидский поход. Царь проезжал летом, в начале июня. Петр Великий был и в Камышине, где между прочим узнав, что в окрестностях его родятся самые лучшие арбузы, повелел на градском доме поставить на шпице медный арбуз. Так говорит предание».

«Вчитайтесь: „узнав о лучших арбузах“, но не попробовав», — высказывает сомнение руководитель Клуба исторических изысканий «КамышинStar» Леонид Смелов. — «Как истинный историк, Леопольдов делает ссылку на предание. Камышане тоже ссылаются на предание, да только верится в него с трудом. Почему — ответит любой местный житель. В тексте сказано: „в начале июня“… Походный журнал царя констатирует: 15-го числа. Переводим дату на новый календарь — получаем конец июня. Горький факт: в этом месяце арбузы в Камышинском районе ещё не выспевают! Другое дело, что Камышинский район самой природой создан для выращивания арбузов».
Последние слова краеведа подтверждают записи ученых и исследователей Нижнего Поволжья. В 1769 году академик Иван Лепёхин описывал городок так:

«Жители питались от посева дынь и арбузов… ни в каком другом посеве не упражнялись».

Исследователь Леопольдов А. Ф. в «Статистическом описании Саратовской губернии» (Санкт-Петербург, 1839 год) сообщает:

«Главное занятие жителей камышинского уезда составляет земледелие, ибо грунт жирен и изобилует жизнетворными силами. Там много сеют арбузов, кои бывают отличной доброты».